# Quillan (comuna suprimida)
Quillan (en occitano Quilhan) era una comuna francesa situada en el departamento de Aude, de la región de Occitania, que el uno de enero de 2016 fue suprimida al fusionarse con la comuna de Brenac, y formar la comuna nueva de Quillan.

## Demografía
| Gráfica de evolución demográfica de Quillan entre 1800 y 2013 |
|                                                               |

Los datos demográficos contemplados en este gráfico de la comuna de Quillan se han cogido de 1800 a 1999 de la página francesa EHESS/Cassini, y los demás datos de la página del INSEE.